# جیمز ئی. انگلیش
جیمز ئی. انگلیش (به انگلیسی: James Edward English) سناتور سابق عضو حزب دموکرات ایالات متحده آمریکا بود. وی در سال ۱۸۷۵ تا ۱۸۷۶ میلادی سناتور ایالت کنتیکت در سنای ایالات متحده آمریکا بود.